# توريخو دي لا كانيادا
بلدية توريخو دي لا كانيادا (بالإسبانية: Torrijo de la Cañada) هي بلدية تقع في مقاطعة سرقسطة التابعة لمنطقة أراغون شمال شرق إسبانيا.

## الديموغرافيا
بلغ عدد سكان بلدية توريخو دي لا كانيادا 279 نسمة عام 2011 (وفقاً للمعهد الوطني الإسباني للإحصاء).
| 426 | 414 | 367 | 339 | 314 | 285 | 279 |